# Zákon opravdu velkých čísel
Zákon opravdu velkých čísel, připisovaný Persimu Diaconisovi a Fredericku Mostellerovi, říká, že v dostatečně velkém vzorku se pravděpodobně přihodí i opravdu neobvyklé věci. Vzhledem k tomu, že se obvyklé události nezdají nijak pozoruhodné, tak si lidé všímají mnohem více událostí nepravděpodobných. 

## Příklad
Pro zjednodušení se předpokládá, že se nějaká událost stane s pravděpodobností 0,1 % = 0,001 během jednoho pokusu. Potom je pravděpodobnost, že se tato nepravděpodobná událost během jednoho pokusu nestane 99,9 % = 0,999.
Ve vzorku jednoho tisíce nezávislých pokusů je pravděpodobnost, že se událost nestane ani v jednom z nich 0,9991000, tedy 36,8 %. Pravděpodobnost, že se událost stane alespoň jednou za 1000 pokusů, je potom 1 − 0,368 = 0,632, tedy 63,2 %. V případě 10 000 pokusů vyroste pravděpodobnost, že se daná věc stane, na 1 − 0,99910000 = 0,99995 = 99,995 %.
To znamená, že má taková „nepravděpodobná událost“ 63,2% pravděpodobnost, že se uděje při tisíci nezávislých pokusech, a více než 99,9% šanci u 10 000 pokusů. Jinými slovy je i u vysoce nepravděpodobné události celkem pravděpodobné, že nastane, je-li k dispozici dostatečný počet pokusů.

## Kritika pseudovědy
Zákon se uplatňuje při kritice pseudověd a je někdy nazýván též efektem Jeane Dixonové (viz také postdikce). Platí totiž, že čím více předpovědí senzibil udělá, tím je větší šance, že alespoň v jedné z nich bude mít pravdu. Senzibil zároveň očekává, že na všechny ty ostatní nepovedené predikce se jednoduše zapomene. Lidé jsou náchylní tomuto klamu podléhat.
Podobné (viz též psychologismus vs. anti-psychologismus) efekty lze sledovat rovněž u hazardních her, při nichž si mají hráči tendenci pamatovat svá vítězství a zapomínat na ztráty – v závislosti na konkrétní osobě, individuálním prostředí, zvyklostech či návycích může být ovšem částečně pravdivý i opak – a vnímat tak vlastní výhry (či prohry) poněkud zveličeně. Americký behaviorální vědec Mikajl Aasved v souvislosti s tímto jevem zmiňuje takzvanou „selektivní paměť“.